# 相鉄1000系電車
相鉄1000系電車（そうてつ1000けいでんしゃ）は、かつて相模鉄道に在籍した電車である。

## 概要
1926年（大正15年）から1927年（昭和2年）にかけて日本車輌製造で製作された、もと小田原急行鉄道（現・小田急電鉄）1形→東京急行電鉄（大東急）デハ1150形のうち、1948年（昭和23年）に1155 - 1159・1162 - 1165の計9両が譲渡されたものである。
1951年（昭和26年）の車両番号一斉改番でモハ1000形1001 - 1009とされた。
1958年（昭和33年）には、1001 - 1003および1004 - 1006はそれぞれ3両固定編成に改造され、編成中間に入った1002・1005はパンタグラフ、運転台が撤去された。また1004のみ外観が違っていたが、これは小田急時代に経堂工場で火災に遭ったままで譲渡され、相鉄の星川工場で復旧工事が行なわれたためである。この6両は1963年（昭和38年） - 1964年（昭和39年）に、1001 -1003が日立電鉄、1004 - 1006が京福電気鉄道（福井支社。路線は現、えちぜん鉄道）に譲渡された。このうち京福に譲渡されたものは、同社ホデハ271形（後にモハ271形）となり、1987年（昭和62年）まで使われた。
残った1007 - 1009は足回りおよびブレーキを強化の上、1965年（昭和40年）に荷物電車に改造されモニ1000形となった。1978年（昭和53年）に日立電鉄に譲渡され、先に譲渡されていた1001 - 1003とともに旅客車として使われた。